# 2013年全米オープン (テニス)
2013年 全米オープン（2013ねんぜんべいオープン、US Open 2013）は、アメリカ・ニューヨークにある「USTA ビリー・ジーン・キング・ナショナル・テニスセンター」にて、2013年8月26日から9月9日にかけて開催された。全仏オープンと並び史上最長タイの15日間の開催となった。

## シニア

### 男子シングルス
ラファエル・ナダル def.  ノバク・ジョコビッチ, 6-2, 3-6, 6-4, 6-1
- ナダルは2年ぶり2度目の優勝である。4大大会通算13勝目であり歴代単独3位となった[1]。

### 女子シングルス
セリーナ・ウィリアムズ def.  ビクトリア・アザレンカ, 7–5, 6–7(5), 6–1
- セリーナは2年連続5度目の優勝である。4大大会通算17勝目であり最年長の優勝者となった[2]。

### 男子ダブルス
リーンダー・パエス /  ラデク・ステパネク def.  アレクサンダー・ペヤ /  ブルーノ・ソアレス, 6-1, 6-3
- パエスとステパネクは2011年全豪オープン以来の4大大会ダブルス優勝である。

### 女子ダブルス
アンドレア・フラバーチコバ /  ルーシー・ハラデツカ def.  アシュリー・バーティ /  ケーシー・デラクア, 6–7(4), 6–1, 6–4
- フラバーチコバとハラデツカは初優勝である。2011年全仏オープン以来の4大大会2勝目を挙げた。

### 混合ダブルス
アンドレア・フラバーチコバ /  マックス・ミルヌイ def.  アビゲイル・スピアーズ /  サンティアゴ・ゴンサレス, 7–6(5), 6–3